# Tanjung Mulia (Kampung Rakyat)
Tanjung Mulia is een bestuurslaag in het regentschap Labuhan Batu Selatan van de provincie Noord-Sumatra, Indonesië. Tanjung Mulia telt 7054 inwoners (volkstelling 2010).